# Instituto Inovação
O Instituto Inovação é uma empresa privada brasileira, sendo configurado como um núcleo gerador de negócios inovadores. É atuante nos segmentos de gestão da inovação, tecnologia e empreendedorismo, com o objetivo de promover a aproximação entre o conhecimento científico gerado no Brasil e o mercado. Foi criado em 2002 por Paulo Renato Cabral, ex-gerente da incubadora de empresas da Universidade Federal de Minas Gerais. Possui escritórios em Belo Horizonte e em Campinas.
Por meio de suas empresas, o Grupo Instituto Inovação aproxima atores, reduz distâncias, facilita interações, fortalece relacionamentos, educa, constrói e compartilha conhecimentos e experiências, construindo pontes em prol da inovação.
O Grupo busca formas de aplicar no mercado o conhecimento gerado por universidades, centros de pesquisa e agentes promotores da inovação tecnológica, gerando empresas start-ups a partir de pesquisas acadêmicas. Atua primordialmente nas áreas de tecnologia da informação, biotecnologia, saúde e novos materiais. Possui parcerias com as principais universidades e centros de pesquisa do Brasil, como Unicamp, USP, Unesp, UFSCar, Instituto de Pesquisas Tecnológicas, IPEN, UFLA etc., prestando também serviços em gestão da informação para empresas privadas, como Petrobrás, Nestlé, Usiminas, Natura e Johnson & Johnson.
Em 2003, a empresa lançou a Diligência da Inovação, uma metodologia de avaliação de start-ups e novas tecnologias. A empresa também fornece orientação para o uso de incentivos fiscais proporcionados pela Lei do Bem, através da Inventta+BGI. Estas práticas de inovação aberta (ou open innovation) foram posteriormente reunidas na plataforma Inventta, que conecta online ofertas e demandas por tecnologias.
O Instituto Inovação faz parte do consórcio responsável pela operação do Fundo Criatec, o maior fundo de capital semente do Brasil, com R$ 100 milhões para investir em empresas nascentes de base tecnológica. Em 2008, iniciou a internacionalização das atividades, abrindo um escritório na Colômbia e estabelecendo parcerias com a Innocentive e NineSigma.
Em 2009, o Instituto Inovação criou a Inseed Investimentos, empresa de gestão de fundos de investimento, que assumiu as responsabilidades do Instituto Inovação no Fundo Criatec. Em 2010, os serviços de consultoria passram a atender pela marca Inventta. As duas empresas - Inseed Investimentos e Inventta - passaram a compor uma holding, denominada Grupo Instituto Inovação.